# Weißes Haus
Das Weiße Haus (englisch White House) in Washington, D.C. ist Amts- und offizieller Regierungssitz des Präsidenten der Vereinigten Staaten. Als Metonym ist es namensgebend für den Mitarbeiterstab des US-Präsidenten, das Executive Office of the President of the United States, ebenfalls meist als „Weißes Haus“ bezeichnet. Mitunter ist auch die ganze US-Regierung gemeint, vergleichbar den Begriffen 10 Downing Street, dem Ballhausplatz oder historisch der Wilhelmstraße.
Das Weiße Haus liegt an der Pennsylvania Avenue und hat die Hausnummer 1600. Seinen Namen erhielt es offiziell 1901 von Theodore Roosevelt aufgrund seines weißen Außenanstrichs; es wurde vermutlich schon zuvor umgangssprachlich als weißes Haus bezeichnet. Die zumeist in den Medien abgebildete weiße Villa ist nur der mittlere Teil des Gebäudekomplexes White House Complex. Eine Galerie (englisch collonade) verbindet Haupthaus und Westflügel West Wing, eine weitere Galerie Haupthaus und Ostflügel East Wing. Westlich vom Westflügel liegt das Eisenhower Executive Office Building; dazwischen verläuft die West Executive Avenue.

## Geschichte

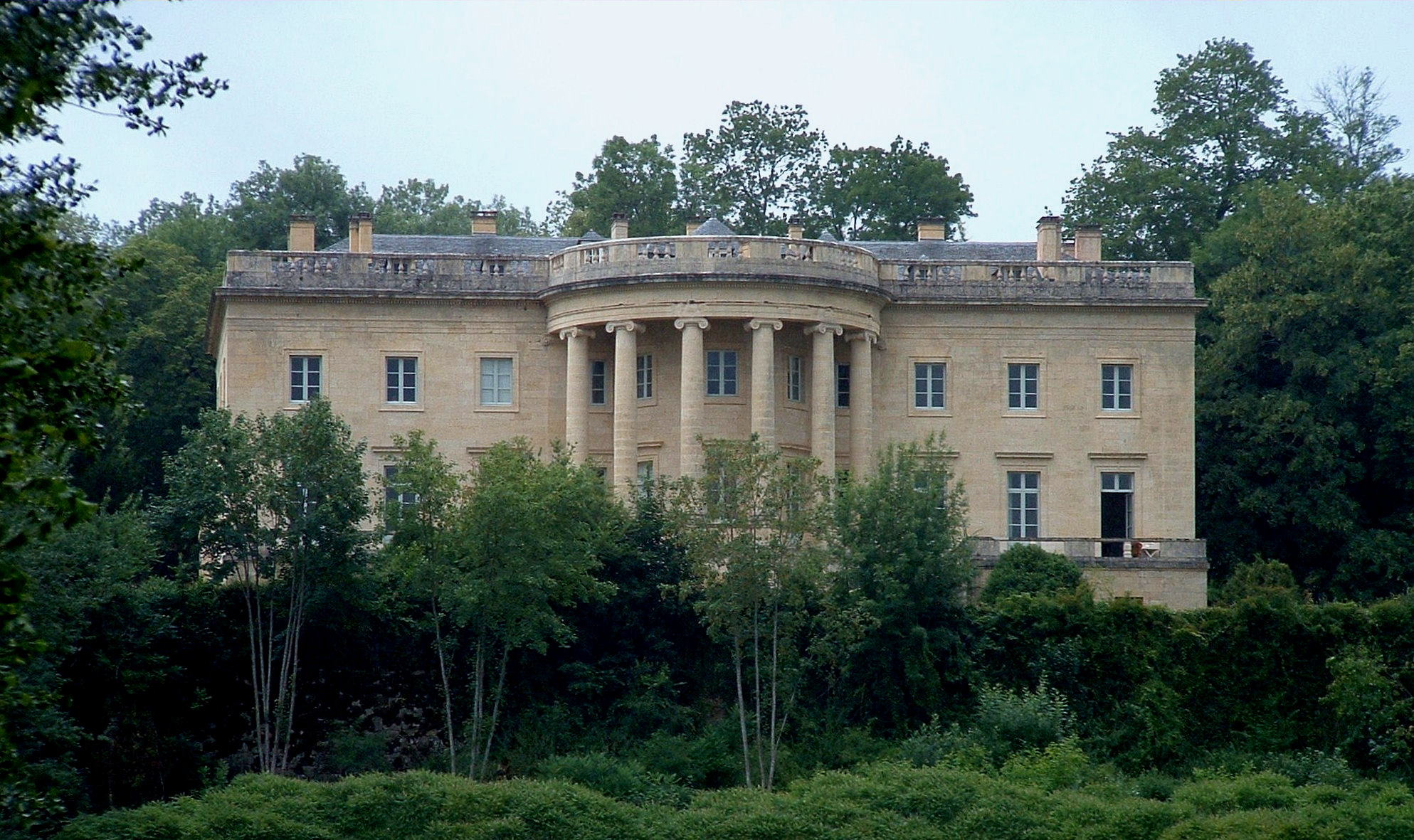
Frankreich, Château de Rastignac (1812–1817) von Mathurin Salat

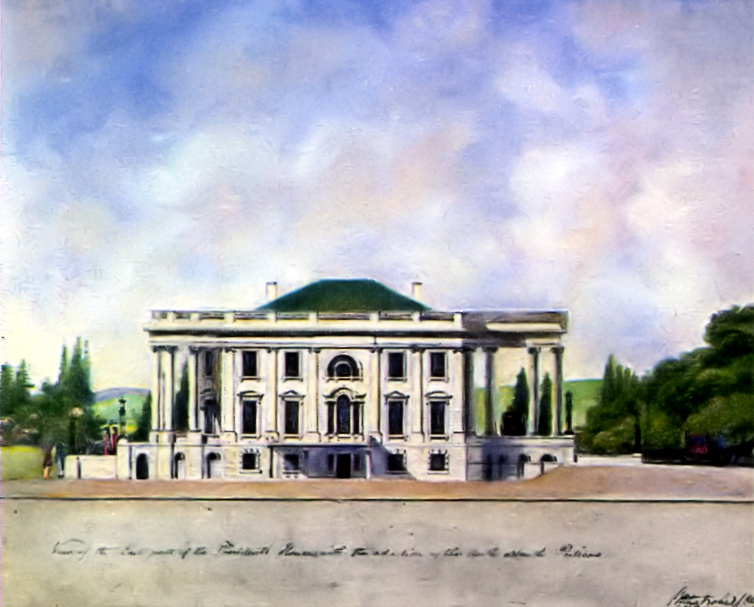
Das Weiße Haus noch ohne Seitenflügel (1807)

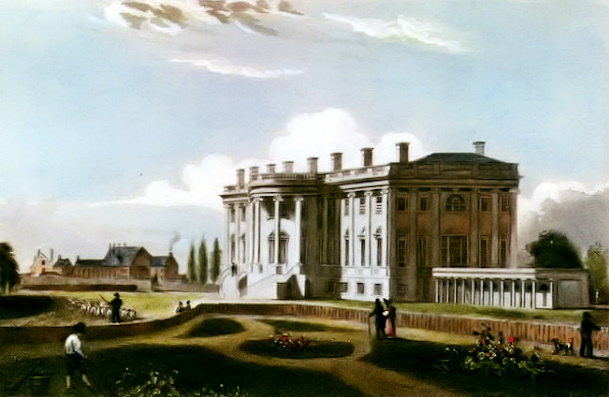
Das Weiße Haus in ländlicher Umgebung (1833)

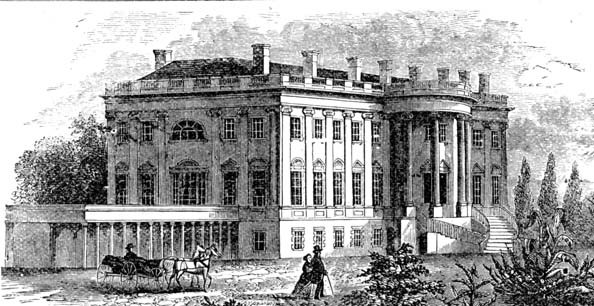
Das Weiße Haus (Darstellung aus dem 19. Jahrhundert)

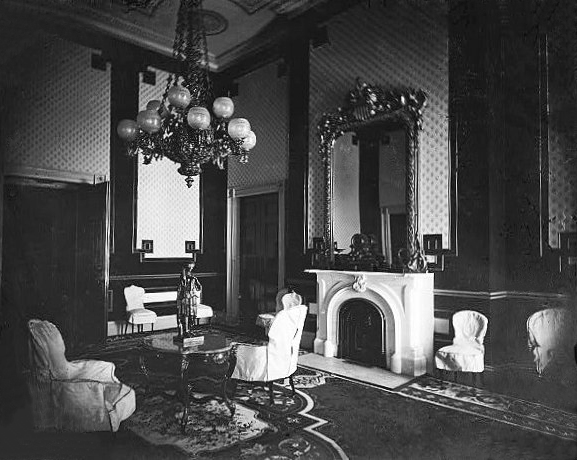
Innenansicht (ca. 1860–1880)

Die Lage des Weißen Hauses wurde von Präsident George Washington und dem Stadtplaner Pierre L’Enfant ausgesucht. Der irische Architekt James Hoban nahm sich das Leinster House (1745–1748) in Dublin, seit 1922 Sitz des irischen Parlaments, zum Vorbild. Der Grundstein für den Erstbau wurde am 13. Oktober 1792 gelegt. Der Bau wurde aus bräunlichem bis hellgrauem  Aquia Creek sandstone errichtet, der in einem 45 Meilen entfernten Steinbruch gebrochen wurde. Der Bau dauerte acht Jahre und kostete $232.371 (in heutiger Kaufkraft: rund $3,35 Millionen). Ab dem 1. November 1800 wurde das Weiße Haus erstmals genutzt.
Beim französischen Château de Rastignac (1811–1817) in La Bachellerie streiten sich die Historiker darüber, ob es als Vorbild für die späteren Umbauten am Weißen Haus Pate stand oder andersherum. Ein Indiz für ersteres könnte sein, dass Thomas Jefferson, der den Bau des Weißen Hauses fortführte, einige Zeit amerikanischer Botschafter in Frankreich war und sich seither bei seinen Bauaufgaben von dem französischen Architekten Charles-Louis Clérisseau beraten ließ.
1814 wurde es von britischen Truppen im Krieg von 1812 niedergebrannt. Der Wiederaufbau im klassizistischen Stil begann 1819 und wurde erneut von James Hoban geleitet. Rauchschäden wurden weiß übertüncht. 1824 wurde der Südportikus und 1829 der Nordportikus des Bauwerks umgestaltet und mit freistehenden Säulen aus Seneca sandstone aus Maryland neu gestaltet. 1901 ließ Theodore Roosevelt das Bauwerk sanieren und den Westflügel mit Bürotrakt anbauen; Roosevelt war es auch, der dem Gebäude offiziell den Namen „Weißes Haus“ gab. Das präsidiale Arbeitszimmer Oval Office entstand 1909 auf Initiative von William Howard Taft. Am 24. Dezember 1929 beschädigte ein Feuer den Westflügel.

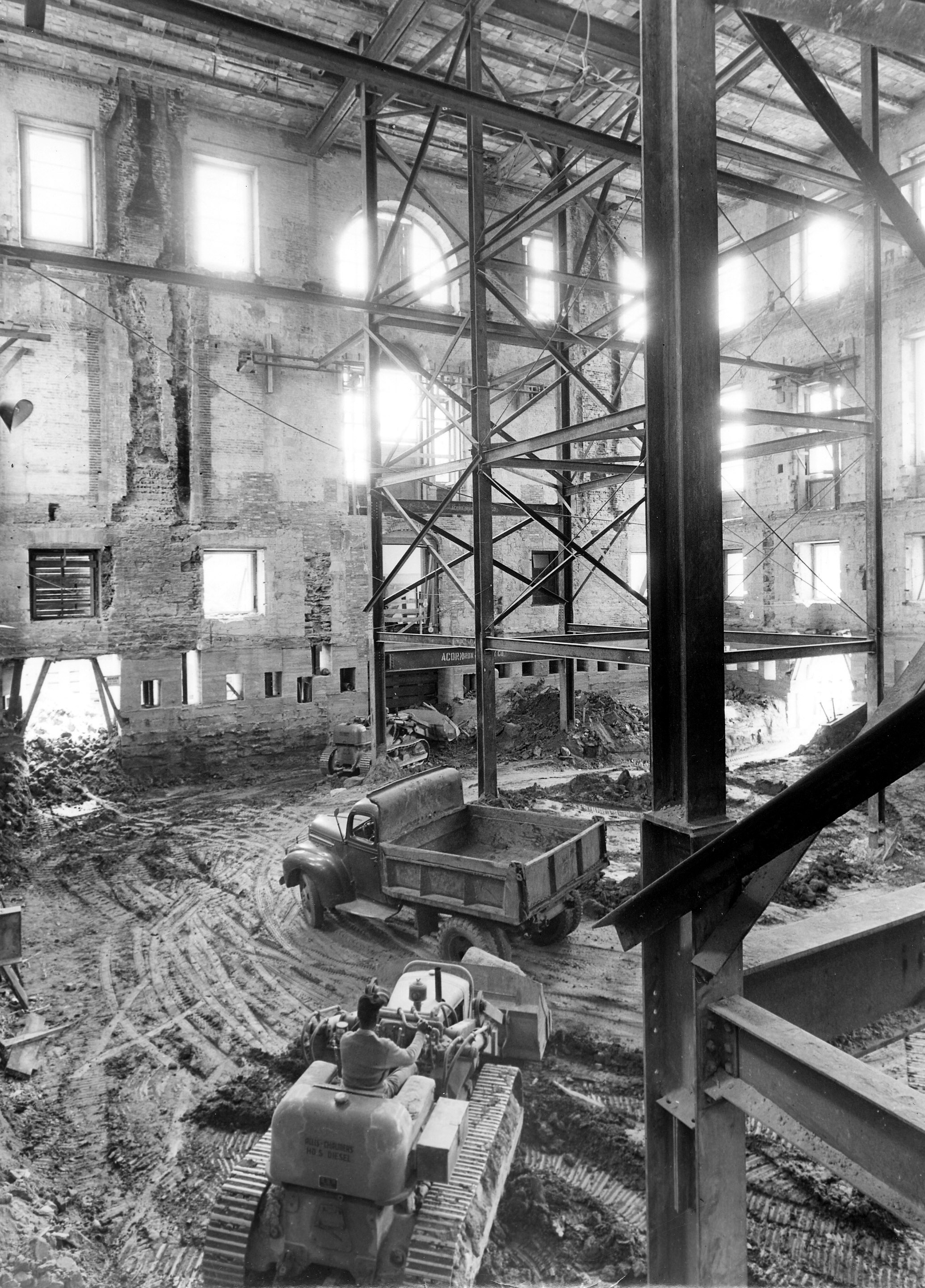
Blick auf die Bauarbeiten im Innenbereich während der Truman reconstruction (1950)

Nach dem Zweiten Weltkrieg war das Weiße Haus in einem schlechten Zustand. Es war jahrelang mangelhaft unterhalten worden und hatte erhebliche Schäden. Ein Teil der Fundamente wurde 1948 als unterdimensioniert bewertet.
Unter Präsident Harry S. Truman wurde es von 1949 bis 1952 kernsaniert (Truman reconstruction).
Es wurde vollständig entkernt; danach wurde die Innenstruktur (nunmehr in Stahlbeton) neu errichtet. Während der Bauarbeiten befand sich der Arbeitssitz der Regierung im Blair House; am 27. März 1952 wurde er in das Weiße Haus zurückverlegt.
Im Weißen Haus hat, bis auf George Washington, jeder US-Präsident gewohnt. Am 2. Juni 1886 heiratete als erster und bisher einziger Präsident Grover Cleveland seine 28 Jahre jüngere Frau Frances Folsom im Weißen Haus. Zwischen 1812 und 1994 wurden insgesamt 17 Ehen dort geschlossen, oftmals von Töchtern amtierender Präsidenten, unter anderem Tricia Nixon Cox, Lynda Johnson Robb und Alice Roosevelt Longworth.
Die zweite Tochter der Clevelands, Esther (1893–1980), ist das einzige bislang im Weißen Haus zur Welt gekommene Kind.
Seit dem 19. Dezember 1960 ist es ein National Historic Landmark.
Umbauten ab 2025
Der aktuelle Präsident Trump strebt einige Änderungen am Weißen Haus nach seinen Vorstellungen an. Im Juni 2025 wurde der gelegentlich für Veranstaltungen genutzte Rasen des am Westflügel gelegenen Rosengartens entfernt und vollständig durch Pflastersteine ersetzt, Trump begründete dies damit, dass das Gras „immer nass“ und für Frauen mit High Heels „unangenehm“ sei. Darüber hinaus wurden zwei zirka 30 Meter hohe Fahnenmasten (auf dem North bzw. South Lawn) aufgestellt, an denen riesige US-Flaggen gehisst werden. Traditionell gab es sonst nur eine Flagge am Dachmast des Hauptgebäudes.
Im Juli 2025 kündigte Donald Trump den Bau eines neuen großen Ballsaals an, der im Zuge einer umfangreichen Umgestaltung des Ostflügels (East Wing) während seiner zweiten Amtszeit zügig entstehen solle. Dieser „White House State Ballroom“ solle Platz für bis zu 650 Personen bieten und damit deutlich größer als der bisherige East Room im Hauptgebäude (Executive Mansion) sein. Die Baukosten würden rund 200 Millionen US-Dollar betragen, der Beginn der Bauarbeiten sei für den Herbst 2025 vorgesehen.

## Das heutige Weiße Haus
Das Anwesen hat 132 Räume, 35 Badezimmer, 412 Türen, 147 Fenster, 8 Treppenhäuser, 3 Aufzüge, einen Swimmingpool, einen Tennisplatz, einen Kinosaal sowie eine unter Präsident Richard Nixon eingerichtete Bowlingbahn. Barack Obama ließ ein Basketballfeld errichten.
Zum Anwesen des Weißen Hauses gehören heute die sogenannte Executive Mansion (Hauptgebäude) sowie der West Wing (Westflügel) und der East Wing (Ostflügel), die optisch unauffällig an die weiße Villa angebaut wurden. Die Executive Mansion beherbergt in der ersten Etage die repräsentativen Staatsräume. Weithin bekannt ist der East Room, größter Saal im Weißen Haus, wo beispielsweise Empfänge, Pressekonferenzen, Konzerte und Bälle stattfinden. Staatsbanketts werden zumeist im State Dining Room veranstaltet. Die Privatwohnung der Präsidentenfamilie befindet sich im zweiten Stock. In den angebauten Nebengebäuden befinden sich die Büros des Präsidenten, der First Lady und ihrer Mitarbeiter.

White House Complex
West Wing
Erdgeschoss
Erste Etage (Staatsräume)
Zweite Etage (Wohnbereich)

Das Weiße Haus wird von mehreren Gärten umgeben, darunter:
- Der Nordrasen des Weißen Hauses auf der Nordseite
- Der Südrasen des Weißen Hauses auf der Südseite
- Der White House Rose Garden
- Der Jacqueline Kennedy Garden

Seit 1923 wird jährlich in der Adventszeit am Weißen Haus der National Christmas Tree (Nationaler Weihnachtsbaum der USA) festlich geschmückt. Die Arbeiten, die unter der Leitung der jeweiligen First Lady stehen, werden von einer monatelangen Festlichkeit begleitet, dem sogenannten Pageant of Peace (etwa: Schaulaufen des Friedens). Das Einschalten der Beleuchtung wird vom Fernsehen übertragen. Kleinere Weihnachtsbäume in der Nähe und andere Dekorationen, die zum National Christmas Tree hinführen, werden als Pathway to Peace (Pfad zum Frieden) bezeichnet.

## Architektur
Die Nordfront des Weißen Hauses hat drei Etagen. Das Erdgeschoss ist durch den höheren Boden und eine Brüstung verborgen. Vor den zentralen drei Fenstern befindet sich ein Portikus als Vorhalle, welcher um 1830 zusätzlich angebaut wurde. Die Fenster der ersten Etage haben abwechselnd spitze und halbrunde Fensterverdachung. Der Haupteingang in der Mitte der Säulenhalle verfügt über ein Kämpferfenster. Die Wandfläche darüber ist mit einem Girlandenrelief geschmückt. Die Dachlinie ist durch die den moderneren dritten Stock umgebende Balustrade verdeckt.
Die Südfassade ist eine Kombination aus Palladianismus und Neoklassizismus. Hier sind alle drei Etagen der Fassade sichtbar. Das Mauerwerk im Erdgeschoss ist rustiziert. In der Mitte der Fassade befindet sich eine neoklassizistische Rotunde mit Säulen, Galerie und drei Fenstern. Die Rotunde wird von fünf Fenstern flankiert, die in der ersten Etage wie die der Nordfassade abwechselnd halbrunde und spitze Fensterverdachungen haben. Vom Erdgeschoss des Bogens führen zwei Treppen zu einer ionischen Säulenloggia mit dem Truman Balcony in der zweiten Etage.

## Städtebau
Das Weiße Haus ist neben dem Kapitol einer der wichtigsten Blickpunkte diagonal verlaufender Avenuen und großer Grünflächen, die Washington als Sichtachsen durchziehen. Das städtebauliche Konzept für diese Anordnung beruht auf dem 1792 veröffentlichten Plan of the City of Washington des Stadtplaners Pierre L’Enfant. Als eine Inspirationsquelle für diese städtebauliche Planung gilt der Fächergrundriss der Stadt Karlsruhe.

## Räume

### Executive Residence (Villa)
- Wohnräume des Präsidenten und seiner Familie
- East Room, der größte repräsentative Saal des Präsidentensitzes. Er wird für verschiedenste Veranstaltungen genutzt, so beispielsweise für Pressekonferenzen, Empfänge, Bälle oder große Staatsessen. Der East Room ist, neben dem Oval Office, der aus Fernsehen und Medien wohl bekannteste Raum im Weißen Haus. Im East Room hängt eine Kopie des Lansdowne Portrait, welches den ersten Präsidenten der USA, George Washington, zeigt. Der Raum befindet sich – wie der Name bereits sagt – auf der Ostseite des sogenannten State Floor im ersten Obergeschoss, in welchem sich die repräsentativen Staatsräume befinden. Der East Room war in seiner Geschichte Schauplatz privater und hoch offizieller Ereignisse. So fanden beispielsweise schon Hochzeiten von Kindern der Präsidentenfamilien hier statt. Präsident Gerald Ford wurde hier 1974 nach dem Rücktritt Richard Nixons als Präsident vereidigt. Alle im Amt verstorbenen Präsidenten, wie beispielsweise Abraham Lincoln 1865 und John F. Kennedy 1963, wurden hier aufgebahrt.[15]
- State Dining Room
- Porzellanzimmer im Untergeschoss, in dem die Porzellansammlung des Weißen Hauses aufbewahrt und ausgestellt wird. Der Raum wurde unter der damaligen First Lady Edith Wilson eingerichtet und soll Porzellan enthalten, das bis in die Zeit des ersten US-Präsidenten George Washington zurückreicht.

### West Wing
- Oval Office, das offizielle Arbeitszimmer des US-Präsidenten
- Cabinet Room, Konferenzsaal des Kabinetts
- White House Situation Room, auf verschlüsselte Kommunikation ausgelegter Raum
- Roosevelt Room, Konferenzsaal für verschiedene Zwecke, der von Richard Nixon 1969 sowohl nach Theodore, als auch nach Franklin Roosevelt benannt wurde
- Büro des Vizepräsidenten
- Büro des Stabschefs des Weißen Hauses
- Kegelbahn im Untergeschoss, die unter Harry S. Truman eingebaut wurde
- Navy Mess, von der US Navy betriebenes Restaurant für bis zu 50 Personen. Das Restaurant ist nicht öffentlich zugänglich.[16]

### East Wing
- Büros der First Lady und ihrer Mitarbeiter
- Büros der White House Social Secretary
- White House Graphics and Calligraphy Office, hier werden beispielsweise offizielle Einladungen und Grußkarten handschriftlich angefertigt
- Räume der Postabteilung
- Kino
- Besuchereingang des Weißen Hauses[17]

### Öffentlicher Zugang

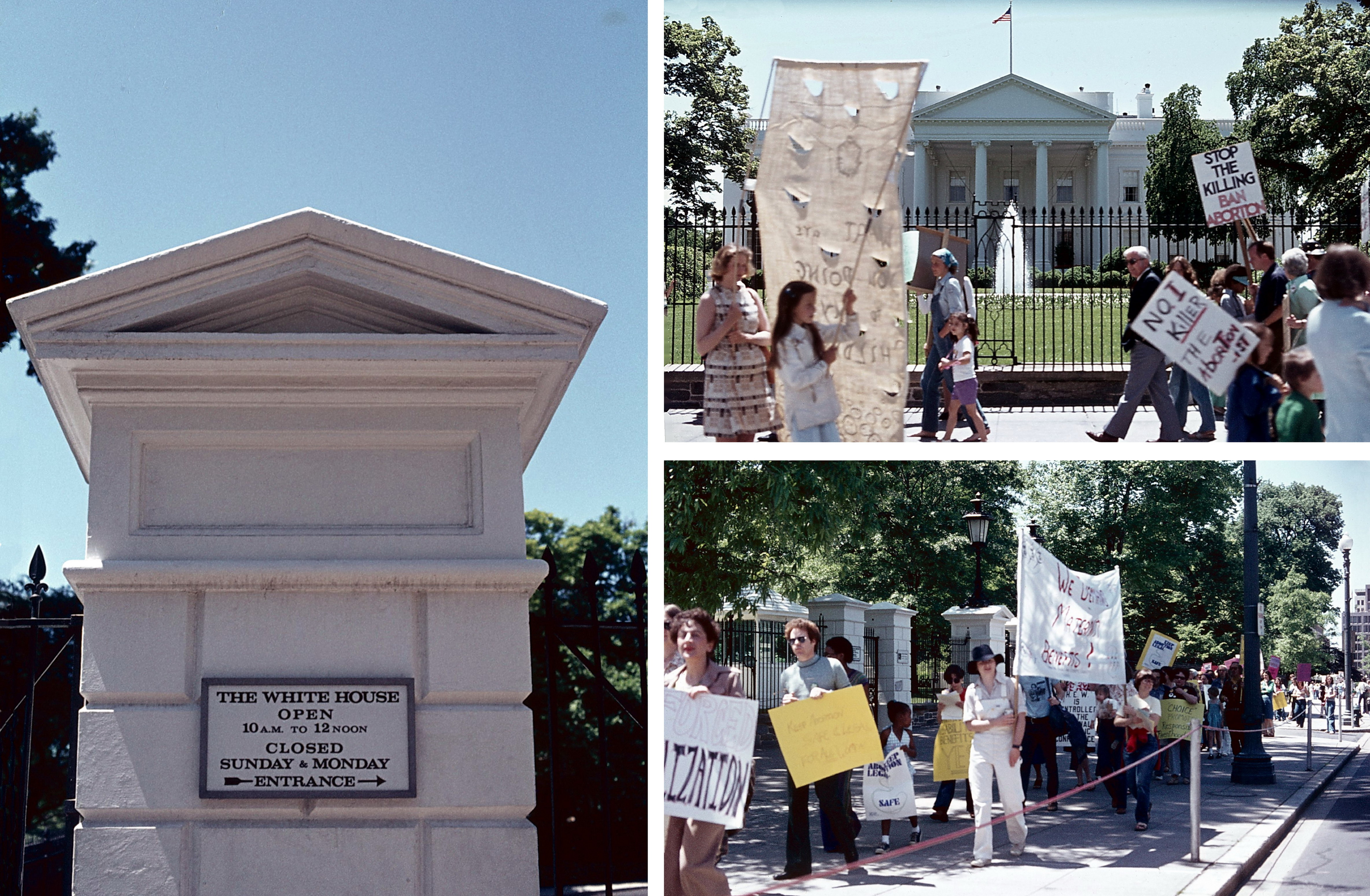
Nordseite des Weißen Hauses an der Pennsylvania Avenue

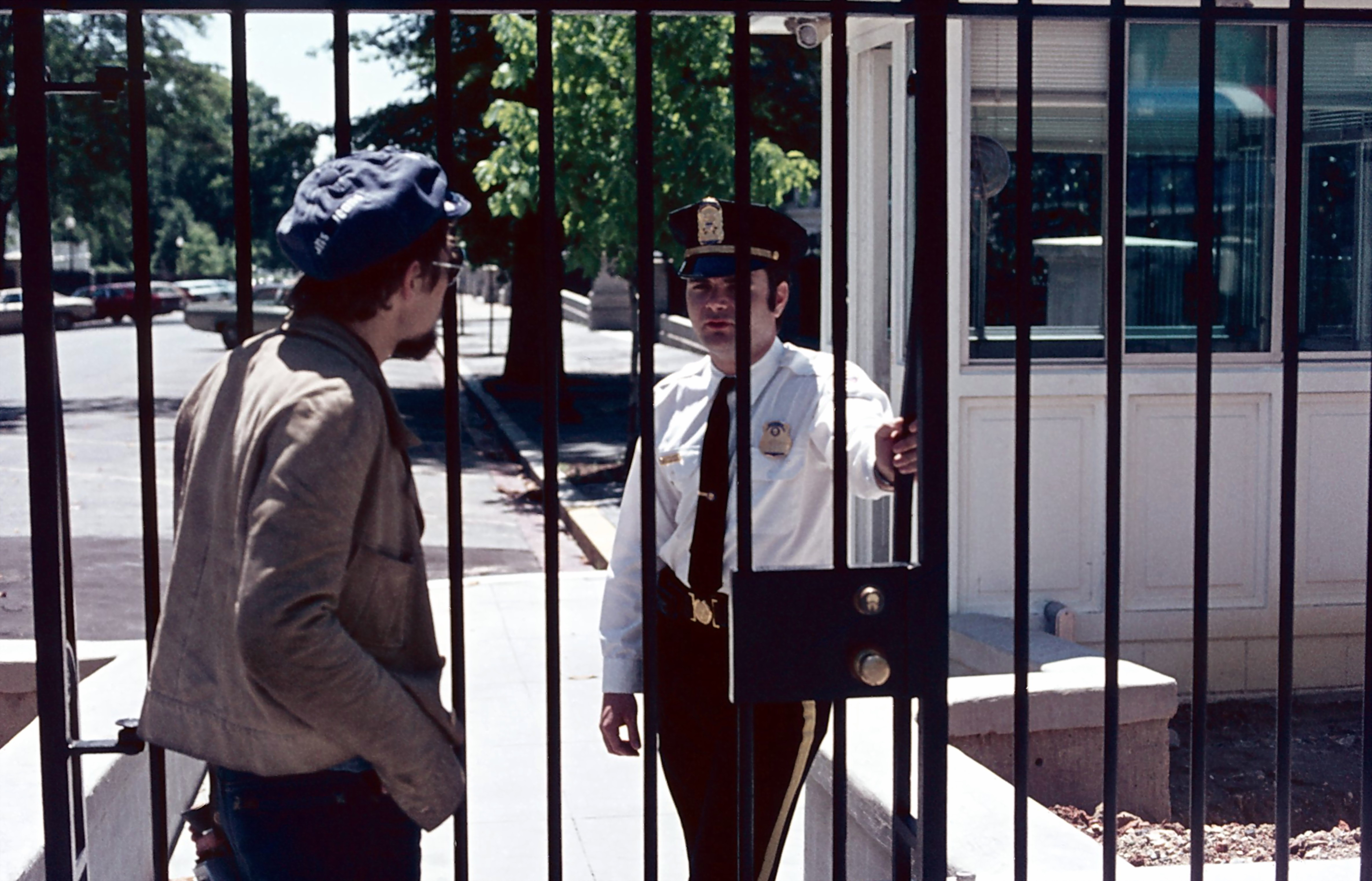
Passant und Security beim „Chat“

Wie die englischen und irischen Landhäuser, denen es nachempfunden ist, war das Weiße Haus von Beginn an bis Anfang des 20. Jahrhunderts für die Öffentlichkeit zugänglich. Bei seiner zweiten Amtseinführung 1805 hielt Präsident Thomas Jefferson einen Tag der offenen Tür ab, und viele Menschen folgten ihm nach seiner Vereidigung im Kapitol nach Hause, wo er sie im „Blue Room“ begrüßte. Diese Praxis des „offenen Hauses“ war jedoch gelegentlich Anlass zu Rowdytum: 1829 musste Präsident Andrew Jackson in ein Hotel ausweichen, als rund 20.000 Bürger seine Amtseinführung im Weißen Haus feierten. Seine Helfer mussten den Mob schließlich mit Waschbottichen nach draußen locken, die mit einem hochprozentigen Cocktail aus Orangensaft und Whisky gefüllt waren. Die Praxis setzte sich bis 1885 fort, als der neu gewählte Grover Cleveland anstelle des traditionellen Open House einen Präsidentenbesuch der Truppen von einer Tribüne vor dem Weißen Haus ausrichtete. Inspiriert von Washingtons offenen Häusern in New York und Philadelphia, begann John Adams die Tradition des Neujahrsempfangs im Weißen Haus. Jefferson erlaubte öffentliche Führungen durch sein Haus, die seither – außer in Kriegszeiten – fortgesetzt werden, und begann die Tradition eines jährlichen Empfangs am 4. Juli. Diese Empfänge endeten Anfang der 1930er Jahre. Präsident Bill Clinton belebte in seiner ersten Amtszeit kurzzeitig den Neujahrsempfang wieder.
Der Bürgersteig der Pennsylvania Avenue ist eine beliebte Demonstrationszone, zumal die Straße für den öffentlichen Verkehr, mit Ausnahme von Dienstfahrzeugen, gesperrt ist. Er dient auch als Wartebereich für die täglichen öffentlichen Führungen durch das Weiße Haus. Diese wurden nach den Anschlägen vom 11. September 2001 eingestellt. Im September 2003 wurden sie für Gruppen, die zuvor über ihre Kongressvertreter oder Botschaften in Washington Vorkehrungen für ausländische Staatsbürger getroffen hatten und sich Hintergrundüberprüfungen unterziehen mussten, wieder aufgenommen. Das Gebäude blieb aber für die Öffentlichkeit geschlossen. Aufgrund von Haushaltszwängen wurden Besichtigungstouren durch das Weiße Haus für den größten Teil des Jahres 2013 ausgesetzt, im November 2013 jedoch wieder aufgenommen.

## Sicherheitsvorkehrungen

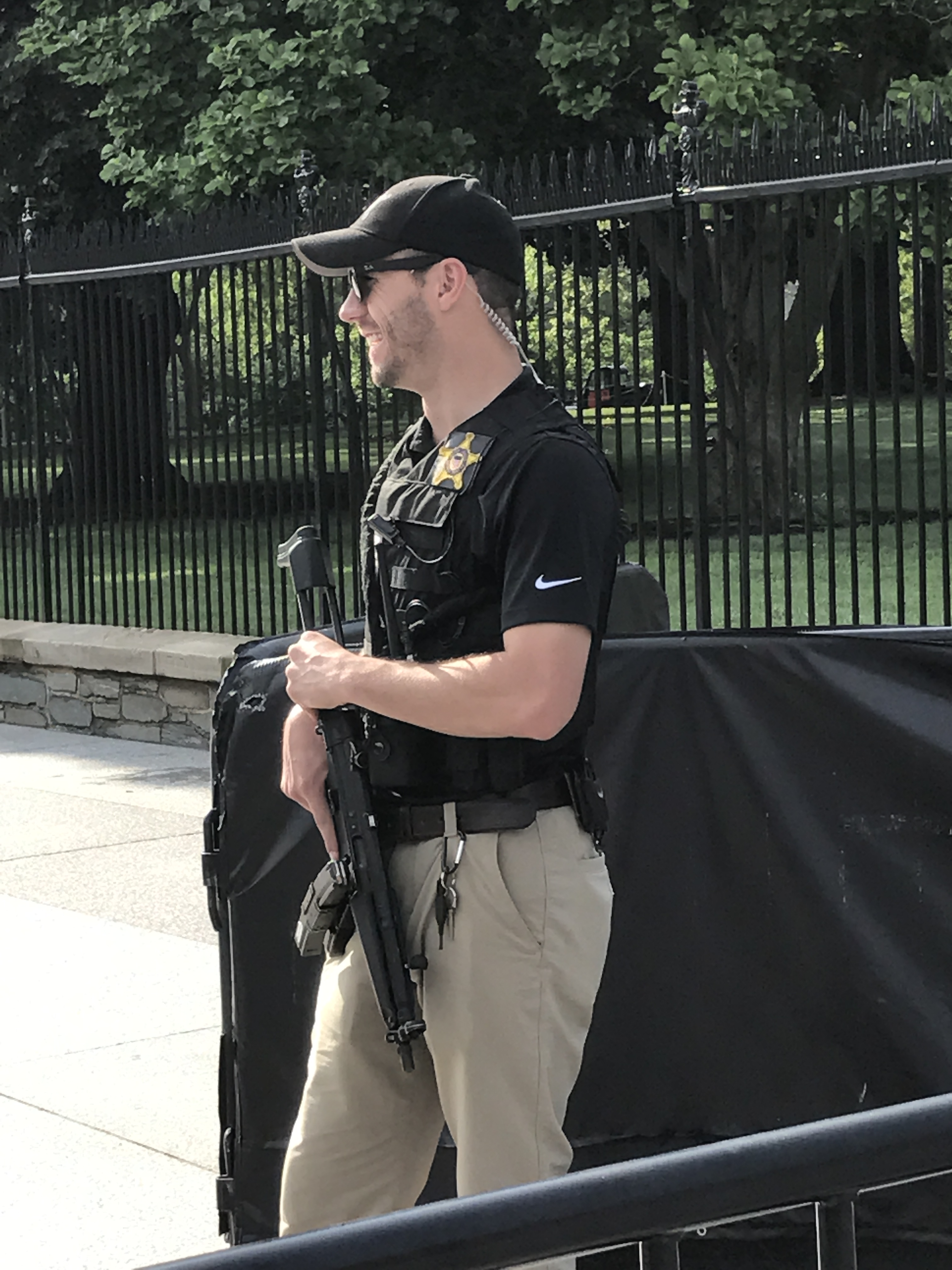
U.S. Secret Service Agent

Das Weiße Haus und das umliegende Gelände ist eine Hochsicherheitszone, die mit den modernsten Sicherheitsanlagen ausgestattet ist. Folgende Maßnahmen bzw. Einrichtungen schützen das Weiße Haus:
- Überflugverbot: Kein Flugzeug darf in den Luftraum über dem Weißen Haus ohne Genehmigung eindringen. Diese Zone erstreckt sich über das Kapitol und das Lincoln Memorial. Jedes Flugzeug, das sich der Verbotszone nähert, wird vom Radar des National Airport erfasst und beobachtet. Im Notfall werden Abfang-Jets gestartet, um das Flugzeug abzufangen. Die Nationalgarde hält vor Ort zusätzlich Flugabwehrraketen bereit.
- Schutzbunker: Unter dem Ostflügel befindet sich ein Luftschutzbunker, der inzwischen zum Presidential Emergency Operations Center (PEOC) umgestaltet wurde. Er ermöglicht dem Präsidenten und seinem Stab Aufenthalt und Steuerung des Landes in Sondersituationen. Bei den Terroranschlägen am 11. September 2001 wurde das Weiße Haus zum ersten Mal in seiner Geschichte evakuiert. Der anwesende Vizepräsident Dick Cheney zog sich mit weiteren Personen, darunter die damalige Nationale Sicherheitsberaterin Condoleezza Rice, in den Luftschutzbunker zurück.
- Scharfschützen: Auf dem Dach beobachten Agenten die Umgebung mit Ferngläsern.
- Kameras und Sensoren: Auf dem ganzen Gelände befinden sich Überwachungskameras und Sensoren.
- Sicherheitskräfte: Der Secret Service und die Park Police bewachen das Anwesen.

Höchstwahrscheinlich gibt es noch weitere Sicherheitsvorkehrungen, diese sind aber nicht öffentlich bekannt.

## Sonstiges
- Die Farbe des Weißen Hauses ist ein Creme-Weiß namens Whisper White.[20] Die für den aus Silikatfarbe bestehenden Anstrich verwendete Farbe stammt aus der Produktion der in Diedorf bei Augsburg ansässigen Firma Keimfarben.[21]
- Ein Bild des Weißen Hauses ist auf der Rückseite der amerikanischen 20-Dollar-Note zu sehen.
- Mit der Amtsübernahme Barack Obamas wurden die whitehouse.gov-Inhalte unter eine Creative-Commons-Lizenz gestellt, soweit sie nicht ohnehin als Werke von US-Beamten gemeinfrei waren.[22] Vor der Amtsübernahme durch Donald Trump wurden die Webseiten als obamawhitehouse.archives.gov archiviert.[23]
- In Anlehnung an das Weiße Haus werden in einigen Fällen die in Privatbesitz des jeweiligen Präsidenten der USA befindlichen Residenzen, die ähnlich wie Camp David gelegentlich bei Staatsbesuchen Verwendung finden, als Western White House, Summer White House (z. B. im Falle von Kennedys Familienanwesen in Hyannis Port) oder Winter White House (z. B. im Falle von Trumps Residenz Mar-a-Lago in Florida) bezeichnet: So verbrachte z. B. Ronald Reagan viel Zeit der Präsidentschaft auf seiner Rancho del Cielo.[24]
- Im sechsten Teil der Videospiel-Reihe Splinter Cell spielen die letzten Kapitel in Washington, D.C. In den beiden finalen Missionen kämpft sich der fiktive Protagonist Agent Sam Fisher durch die Parkanlage des Weißen Hauses, um im Showdown in den von Verschwörern besetzten Räumlichkeiten des Weißen Hauses (u. a. auch im Oval Office) die in diesem Videospiel-Teil ebenfalls fiktive US-Präsidentin Patricia Caldwell vor Ermordung zu schützen.[25]